# サウス・ウェスト・イングランド
サウス・ウェスト・イングランド（英語: South West England、日本語: 南西イングランド）は、イングランドを構成する9つのリージョン（地域）のうちの一つ。
コーンウォール（シリー諸島を含む）、ドーセット、デヴォン、グロスターシャー、サマセット、ウィルトシャーの各カウンティからなり、主要な都市や町としてバース、ブリストル、ボーンマス、チェルトナム、エクセター、グロスター、プリマス、スウィンドンがある。面積23,836平方キロメートルはイングランドのリージョンで最大だが、人口は570万人あまりと3番目に少ない。
いわゆるウェスト・カントリーにあたるこの地域は、古代にはウェセックス王国の版図であった。ダートムーアとエクスムーアの2つの国立公園（ニュー・フォレストも一部がこの地域にかかっている）と、4つの世界遺産（ストーンヘンジ、エーヴベリーと関連する遺跡群、コーンウォールと西デヴォンの鉱山景観、ジュラシック・コースト、バース市街）が所在する。海岸線はイングランドのリージョンのなかで最も長い。
行政面ではサウス・ウェスト地域議会が2008年に、行政府が2011年に廃止され、域内の議会の代表者で構成されるサウス・ウェスト・カウンシルズが行政面での調整を担っている。ブリストル、サウス・グロスターシャー、バース・アンド・ノース・イースト・サマセットはイングランド西部合同行政機構に加入している。
アーサー王物語やグラストンベリー・トーの伝説といった民話の宝庫として知られる。コーンウォールには独自の言語としてコーンウォール語があり、この地域をケルト諸語圏とする見方もある。食文化ではサマセットのチェダー発祥のチェダーチーズやデヴォンのクリームティー、カニ、コーンウォールのパスティ（コーニッシュ・パイ）やシードルが有名である。エデン・プロジェクトやアードマン・アニメーションズの所在地で、グラストンベリー・フェスティバルやブリストル国際バルーンフェスタといったイベントの開催地でもある。トリップ・ホップはブリストル発祥とされ、コーンウォールにはサーフィンに適した砂浜が広がる。ダフニ・デュ・モーリエやアガサ・クリスティー、イーニッド・ブライトンといった作家は、この地域に居を構えた。

## 下位の地方区分
| 地図                     | 典礼カウンティ                          | シャイア・カウンティ/単一自治体 | ディストリクト                                     |
| ------------------------ | --------------------------------------- | --- | -------------------------------------------------- |
|                          | サマセット                              | 1. バース・アンド・ノース・イースト・サマセット UA                                                                                                | 1. バース・アンド・ノース・イースト・サマセット UA |
| 2. ノース・サマセット UA | サマセット                              | |                                                    |
| 11. サマセット CC        | サマセット                              | a. サウス・サマセット b. トーントン・ディーン c. ウェスト・サマセット d. セッジムーア e. メンディップ                                             |                                                    |
| 3. ブリストル UA         |                                         | |                                                    |
| グロスタシャー           | 4. サウス・グロスタシャー UA            | 4. サウス・グロスタシャー UA |                                                    |
| グロスタシャー           | 5. グロスタシャー CC                    | a. グロスター b. テュークスベリー c. チェルトナム d. コッツウォルド e. ストラウド f. フォレスト・オブ・ディーン                                   |                                                    |
| ウィルトシャー           | 6. スウィンドン UA                      | 6. スウィンドン UA |                                                    |
| ウィルトシャー           | 7. ウィルトシャー UA                    | |                                                    |
| ドーセット               | 8. ドーセット CC                        | a. ウェイマス・アンド・ポートランド b. ウェスト・ドーセット c. ノース・ドーセット d. パーベック e. イースト・ドーセット f. クライストチャーチ     |                                                    |
| ドーセット               | 9. プール UA                            | |                                                    |
| ドーセット               | 10. ボーンマス UA                       | |                                                    |
| デヴォン                 | 12. デヴォン CC                         | a. エクセター b. イースト・デヴォン c. ミッド・デヴォン d. ノース・デヴォン e. トリッジ f. ウェスト・デヴォン g. サウス・ハムズ h. テインブリッジ |                                                    |
| デヴォン                 | 13. トーベイ UA                         | |                                                    |
| デヴォン                 | 14. プリマス UA                         | |                                                    |
| コーンウォール           | 15. シリー諸島 独立UA（sui generis UA） | 15. シリー諸島 独立UA（sui generis UA） |                                                    |
| コーンウォール           | 16. コーンウォール UA                   | |                                                    |

UA = 単一自治体
CC = カウンティ・カウンシル

## 関連記事
- ウェスト・カントリー